# Binz, Zürich
Binz är en ort i kommunen Maur i kantonen Zürich i Schweiz. Den ligger cirka 6,5 kilometer sydost om centrala Zürich. Orten har 2 219 invånare (2021).